# Терористичні акти в Парижі 13 листопада 2015
Терористичні атаки в Іль-де-Франсі у листопаді 2015 (фр. Attentats du novembre 2015 en Île-de-France) — серія терористичних актів, що відбулися 13 та 14 листопада 2015 року в X та XI округах Парижа та місті Сен-Дені.
Майже одночасно відбулися кілька інцидентів: вибухи біля стадіону «Стад де Франс», де проходив товариський матч між збірними Франції та Німеччини, на якому був присутній президент Франсуа Олланд, розстріл відвідувачів ресторану, а також інцидент із заручниками в театрі Батаклан. Загалом загинуло не менше 129 осіб.
За свідченням газети «Le Parisien» у цілому відбулося не менше 6 терористичних атак у різних районах Парижа.
Відповідальність за теракти взяло на себе угрупування «Ісламська Держава».

## Перебіг подій

### Стрілянина в ресторані «Маленька Камбоджа»
У X окрузі Парижа жертвами нападу на ресторан «Le Petite Cambodge» («Маленька Камбоджа») та в барі Le Carillon («Ле Карильйон»), що знаходиться в будівлі навпроти, стали щонайменше 26 осіб.

### Заручники в театрі «Батаклан»

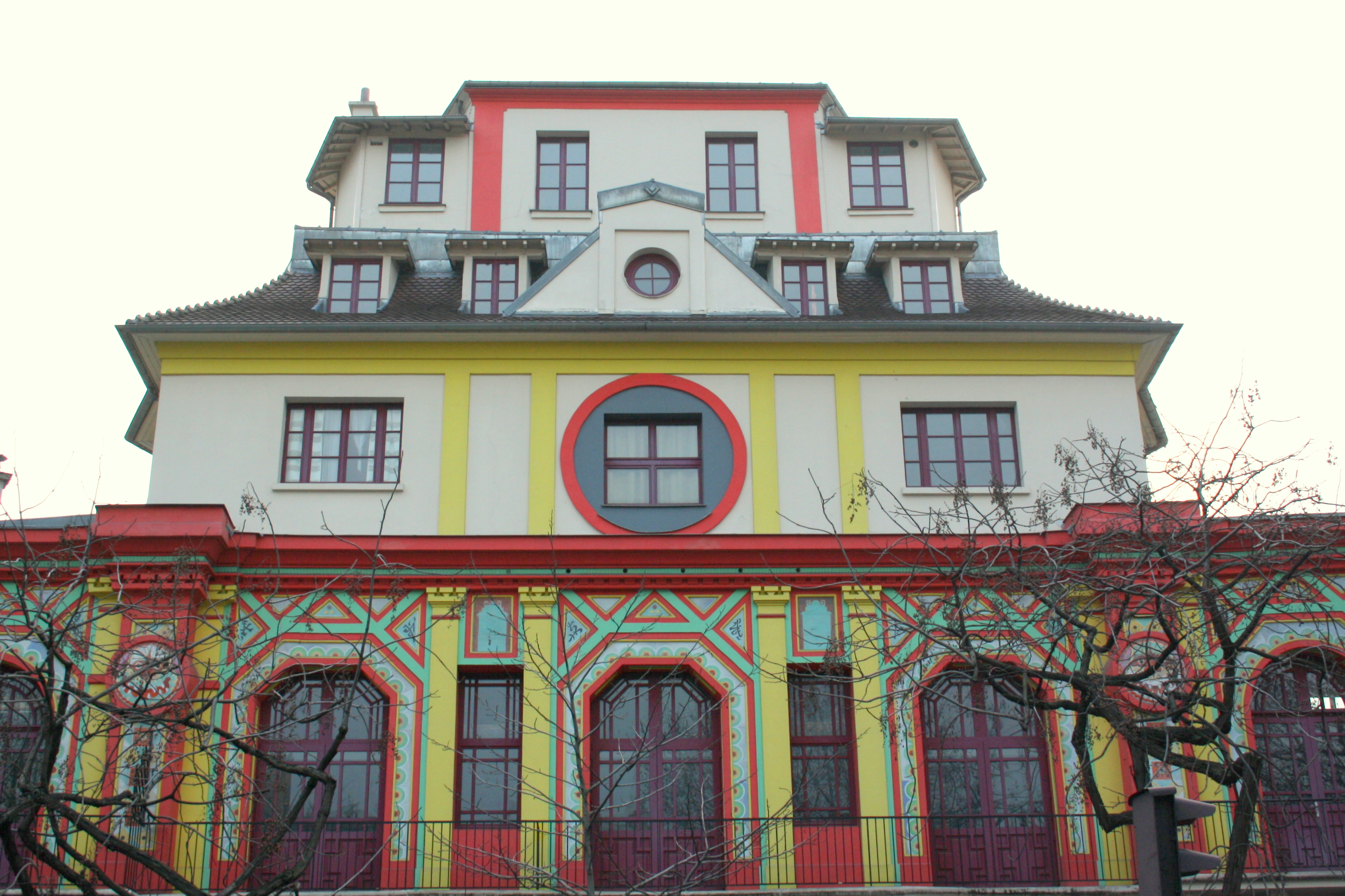
Театр «Батаклан»

За попередніми даними, вбито близько 100 людей у концертному залі Батаклан (на 1500 місць), у якому проходив концерт групи Eagles of Death Metal. Поліція провела вночі штурм приміщення із заручниками. За повідомленням газети Le Parisien, терористи розстрілювали людей у залі з автоматичної зброї та вигукували «Аллах акбар» та «Це за Сирію».

### Вибухи біля стадіону «Стад де Франс»
Під час матчу збірної Франції та Німеччини біля стадіону Стад де Франс. На стадіоні було чути три вибухи, від яких загинуло щонайменше троє осіб: за даними ЗМІ вибухнули газові балони, начинені цвяхами, за іншими вибухнули гранати. Президент Франції Франсуа Олланд та німецький міністр Вальтер Штайнмаєр, які були присутні на матчі, були евакуйовані зі стадіону.
За попередньою інформацією, щонайменше 10 людей стали жертвами або постраждалими від вибуху в барі, розташованому неподалік від стадіону. Глядачів якийсь час не випускали зі стадіону.

## Список жертв
| Країна          | Кількість |
| --------------- | --------- |
| Франція         | 102       |
| Алжир           | 3         |
| Бельгія         | 3         |
| Іспанія         | 3         |
| Чилі            | 3         |
| Єгипет          | 2         |
| Мексика         | 2         |
| Німеччина       | 2         |
| Португалія      | 2         |
| Румунія         | 2         |
| Сенегал         | 2         |
| Туніс           | 2         |
| Буркіна-Фасо    | 1         |
| Велика Британія | 1         |
| Венесуела       | 1         |
| Італія          | 1         |
| Марокко         | 1         |
| Росія           | 1         |
| США             | 1         |
| Туреччина       | 1         |
| Швеція          | 1         |
| Всього          | 130       |

## Реакція

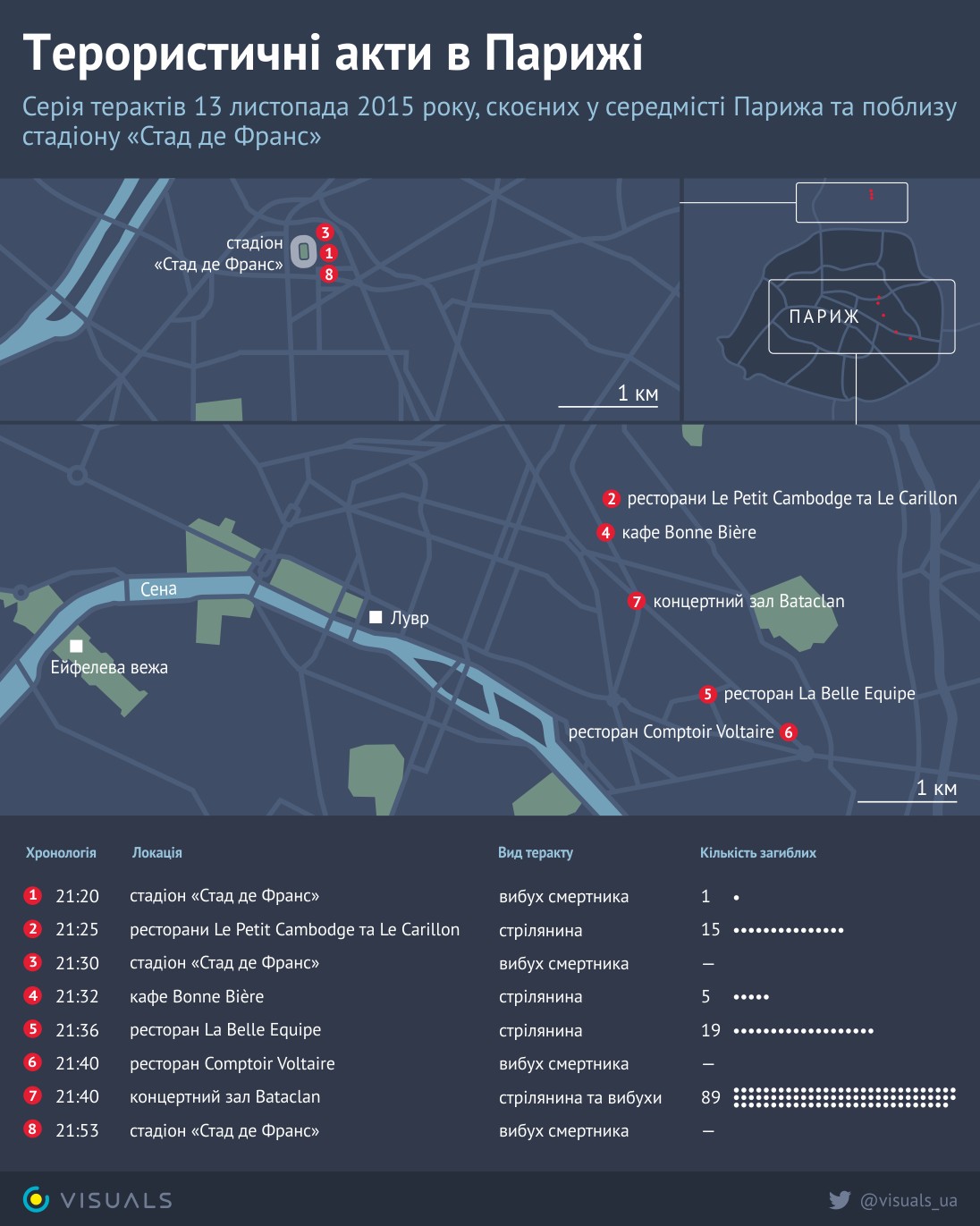

### Реакція всередині країни
Президент Франції Франсуа Олланд оголосив надзвичайний стан на всій території країни, наказав перекрити кордони та привести збройні сили в стан повної боєготовності. За розпорядженням президента Олланда, роботу всіх навчальних закладів початкової, середньої та вищої школи призупинено.
Колишній прем'єр-міністр Франсуа Фійон поширив через Twitter повідомлення: «Війна серед нас. Ми чинитимемо опір, ми боротимемося разом.»
Префектура поліції міста Парижа терміново звернулася до населення з нагальним проханням не виходити з дому, посилити безпеку громадських закладів та зупинити всі громадські заходи, які наразі відбуваються. За розпорядженням префектури поліції Парижа було закрито цілу низку ліній метро.
Багато парижан організовуються через соціальні мережі, зокрема твіттер (хештег #porteOuverte — відкриті двері), аби надати місця ночівлі тим людям, які опинилися далеко від свого дому..
Після терактів у столиці на півночі Франції у місті Кале невідомі підпалили табір біженців з країн Африки та Близького Сходу.

### Міжнародна реакція
- Президент США Барак Обама виступив зі зверненням, в якому заявив, що це терористична атака не тільки на Париж, але й на всіх людей та універсальні цінності, які вони поділяють. «Ті, хто думають, що можуть вчиняти терористичні атаки на Францію або їхні цінності, помиляються»[25].
- Прем'єр-міністр Великої Британії Девід Камерон заявив через свій твіттер, що шокований подіями в Парижі. «Наші переживання і молитви з французьким народом. Ми зробимо все можливе, щоб допомогти», — він написав[26].
- Президент України Петро Порошенко заявив через свій Twitter: «Глибоко шокований трагедією в Парижі. Тероризм наш спільний ворог. Солідарний з народом Франції»[27][25].
- Генеральний секретар ООН Пан Гі Мун рішуче засудив теракти у Парижі. Він висловив упевненість у тому, що французький уряд робить усе, що в його силах, аби винні у «жахливих актах тероризму» були притягнуті до відповідальності якнайшвидше. Пан Гі Мун висловив співчуття родинам загиблих та побажав пораненим скорішого одужання.[28]
- Реакція Німеччини. Канцлер ФРН Ангела Меркель сказала: «Я глибоко приголомшена новинами та світлинами, що надходять з Парижа». «Мої думки із жертвами цих явних терористичних атак, їхніми сім'ями та усіма мешканцями Парижа». Федеральний уряд висловив уряду Франції співчуття і солідарність, які у ці хвилини відчувають мешканці Німеччини. Міністр закордонних справ ФРН Франк-Вальтер Штайнмайєр наголосив: «Ми на боці Франції».[28]
- Лідери Європейського Союзу висловили солідарність із Францією після низки терористичних атак. «Наші думки із сім'ями жертв, наша підтримка уряду», — написав президент Європарламенту Мартін Шульц. Президент Ради ЄС Дональд Туск написав у соцмережі, що він стежив за новинами із жахом. Президент Єврокомісії Жан-Клод Юнкер написав на своїй сторінці у Twitter: «У цей вечір мої думки та солідарність зі Францією та французами».[29]
- Володимир Путін, президент РФ: «У Росії рішуче засуджують ці нелюдські вбивства та готові надати будь-яку допомогу для розслідування цих терористичних злочинів».[29]

Біля посольств Франції у інших країнах приносять лампадки та квіти. Таким чином вони ушановують пам'ять загиблих в терористичних актах у Парижі.

### Затримання терористів
Адвокат Салаха Абдеслама, підозрюваного в причетності до торішньої серії нападів у Парижі і арештованого минулого тижня [коли?] бельгійською поліцією, заявив, що свідчення його підзахисного «на вагу золота» для слідчих.
«Він співпрацює зі слідством… Він не використовує своє право на мовчання», — сказав адвокат підозрюваного Свен Мері.